# 4iG Nyrt.
4iG Nyilvánosan Működő Részvénytársaság (röviden: 4iG Nyrt.) budapesti központú, magyar többségi tulajdonban álló távközlési, informatikai, űripari és technológiai vállalatcsoport. A társaság a tudásalapú digitális gazdaság egyik meghatározó szereplője Magyarországon és a nyugat-balkáni régióban. A vállalat részvényeit a Budapesti Értéktőzsde Prémium kategóriájában jegyzik.

## Történet és növekedés
A 4iG jogelődje az 1990-ben alapított FreeSoft Kft. volt. A vállalat 2004-ben jelent meg a Budapesti Értéktőzsdén, 2014-ben pedig felvette a 4iG márkanevet. A név az angol International, Innovative, IT, Investment szavak rövidítésére utal, míg a "G" a "Group" kifejezést szimbolizálja.
2018-ban Jászai Gellért került a vállalat élére elnök-vezérigazgatóként, és új növekedési stratégiát hirdetett meg. A vállalat ezt követően dinamikus akvizíciós időszakba lépett: olyan hazai IT-cégeket integrált, mint a Humansoft, Axis, INNObyte, Poli Computer, DTSM és TRC. A kompetenciabővítést célzó felvásárlások mellett 2020-ban megalapította a CarpathiaSat Zrt.-taz Antenna Hungária és a New Space Industries együttműködésében.
2021-ben a 4iG belépett a távközlési piacra: megszerezte többek között az ACE Network, HDT és Invitech társaságokat, valamint megjelent a nyugat-balkáni régióban a One Crna Gora révén.
2022-ben újabb jelentős távközlési és technológiai cégeket vont be portfóliójába: többségi tulajdont szerzett az Antenna Hungária, DIGI, ALBtelecom, ONE Telecommunications, Brisk Group és Spacecom társaságokban. Ugyanebben az évben elindult a Rheinmetall AG-val közös védelmi vállalat, a R4DS is.

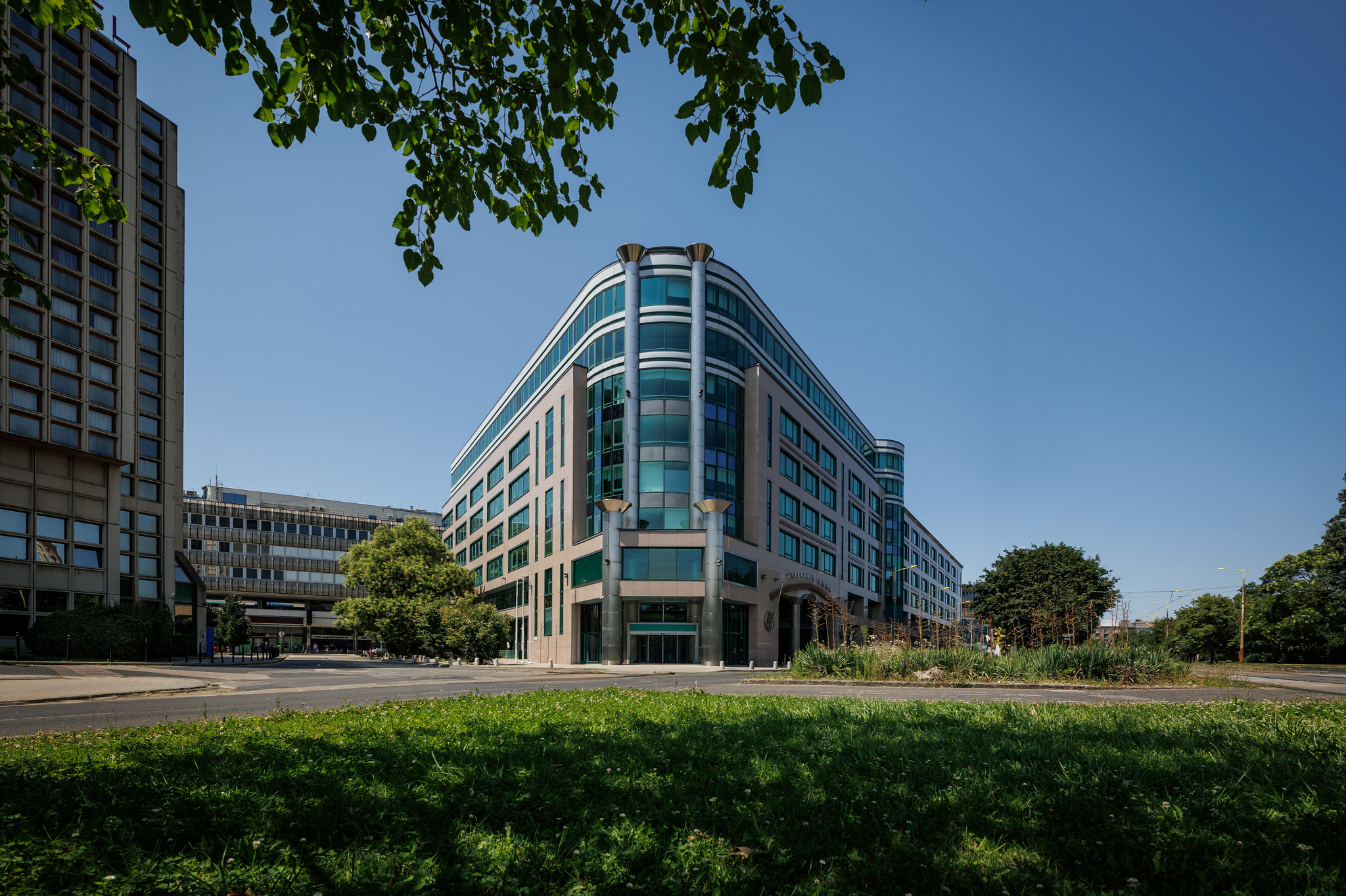

2023-ban lezárult a Vodafone Magyarország felvásárlása, amelynek eredményeként a 4iG közvetett részesedése 70,5%-ra nőtt. Az albán piacon létrejött a ONE Albania márka, a Spacecomban való tulajdonrész pedig 20%-ra emelkedett.
2024-ben megalakult a 4iG Space & Defence Technologies Zrt., és Fejér vármegyében, Martonvásáron elindult Magyarország első űrtechnológiai gyártóközpontjának, a REMTECH-nek az építése. Emellett létrejött a 4iG Informatika Zrt., külön egységként kezelve a rendszerintegrációs és IT tevékenységet.

## Tevékenységek és üzletágak
A 4iG négy fő üzletágban tevékenykedik: távközlés, IT és rendszerintegráció, infrastruktúra, valamint űr- és védelmi technológia. Az integrált üzleti modell versenyelőnyt biztosít a hazai és nemzetközi piacokon.

### Távközlés
A 4iG Csoport a magyar és a nyugat-balkáni régió egyik meghatározó telekommunikációs szolgáltatója. Magyarországon a One márkanév alatt nyújt lakossági és üzleti szolgáltatásokat: mobil- és vezetékes hang-, internet-, televíziós és felhőszolgáltatásokkal közel 3 millió ügyfelet szolgál ki, országos 4G lefedettséggel és kiterjedt vezetékes hálózattal.
A vállalat üzleti megoldásait a One Solutions üzletág kínálja, amely komplex ICT szolgáltatásokat nyújt vállalatok és intézmények számára – ideértve az adatközponti és felhőmegoldásokat, privát 5G hálózatokat, IoT rendszereket és információbiztonsági szolgáltatásokat.
A nyugat-balkáni térségben a 4iG a One Crna Gora és One Albania márkákon keresztül nyújt integrált mobil-, adat- és műsorszórási szolgáltatásokat, több millió ügyfelet kiszolgálva Montenegróban és Albániában.

### IT és rendszerintegráció
A cégcsoport informatikai üzletágát a 4iG Informatika Zrt. fogja össze, amely Magyarország piacvezető rendszerintegrátor vállalata. Közel 30 év tapasztalattal és mintegy 1200 mérnök-szakértővel kínál átfogó informatikai megoldásokat közép- és nagyvállalatok, valamint kormányzati intézmények számára. Szolgáltatásai kiterjednek az IT-életciklus teljes spektrumára: hardver- és szoftverbeszerzés, hálózati és adatközponti infrastruktúra kiépítés, egyedi alkalmazásfejlesztés, üzleti folyamatokat támogató rendszerek (ERP, CRM) integrációja, valamint üzemeltetés és IT outsourcing. Jelentős kompetenciákkal rendelkezik a kiberbiztonság területén (24/7 Security Operations Center), valamint iparág-specifikus digitális megoldásokat is szállít.

### Infrastruktúra és tornyok
A 4iG tulajdonában lévő távközlési infrastruktúra terén is jelentős kapacitásokkal bír. Ide került a Vodafone Magyarország torony- és gerinchálózati üzletága, az Antenna Hungária és DIGI infrastruktúrája, valamint az Invitech hálózati elemei. Az infrastruktúra cégek országszerte több ezer kilométer hosszú optikai gerinchálózatot, több száz mobil- és broadcast átjátszó tornyot, valamint több nagy kapacitású adatközpontot üzemeltetnek.

### Űr- és védelmi technológiák
A 4iG SDT portfóliójába olyan leányvállalatok tartoznak, mint a Rotors & Cams Zrt., RAC Antidrone Zrt., REMRED Zrt., CarpathiaSat Zrt., Spacecom Ltd., valamint a Hungaro DigiTel Kft. A legfontosabb stratégiai projekt a HUSAT műholdprogram.

## Nemzetközi jelenlét
A 4iG az elmúlt években a nemzetközi piacokon is megjelent, elsősorban a nyugat-balkáni térségben. Montenegróban 2021-ben felvásárolta a Telenor helyi leányvállalatát, amely One Crna Gora néven a 4iG csoport része lett. Albániában 2022-ben a ONE Telecommunications és az ALBtelecom felvásárlásával terjeszkedett. E két cég összeolvadásából jött létre 2023 elején a ONE Albania, az ország egyik legnagyobb telekom vállalata lett, és mintegy 1,3 millió ügyfelet szolgál ki.
A nyugat-balkáni akvizíciókkal a 4iG jelentős piaci szereplővé vált Montenegróban és Albániában. Emellett a 4iG közvetett módon Izraelben is érdekelt: a Spacecom műholdas távközlési vállalat ~20%-os tulajdonosaként részesedik a közel-keleti műholdszolgáltatási piacból.
A 4iG stratégiai partnerségben áll a Rheinmetall német hadiipari céggel, amely nemcsak részvényesként (25% tulajdonrésszel) van jelen, hanem közös vállalkozások révén is segíti a cégcsoportot informatikai projektekben. Ezen együttműködések révén a 4iG bekapcsolódik nemzetközi hadiipari beszállítói láncokba és innovációs programokba is.